# Patto Ebert-Groener
Il patto Ebert-Groener è stato un accordo segreto concluso tra il cancelliere Friedrich Ebert, capo del governo provvisorio della Repubblica di Weimar e il generale Wilhelm Groener due giorni prima della fine ufficiale della prima guerra mondiale, il 10 novembre 1918.
L'accordo autorizzava l'esercito ad adottare qualunque misura per reprimere il comunismo (in particolare la Lega Spartachista di Rosa Luxemburg e Karl Liebknecht) e concedeva alle forze armate di continuare a essere una sorta di Stato dentro lo Stato. In cambio, l'esercito si impegna a sostenere il governo di Ebert.

## Contesto storico
Il patto Ebert-Groener venne concluso in una fase particolarmente difficile per la Germania. A seguito della sconfitta nella Grande Guerra la situazione economica e politica era al collasso. Nelle strade delle principali città tedesche gli operai sfilavano reclamando la rivoluzione, così come era avvenuto l'anno prima in Russia. Gli scioperi erano all'ordine del giorno ed il sistema produttivo era stato incapace di assorbire la crescente disoccupazione. Inoltre, migliaia di reduci, non in grado di reinserirsi nel mercato del lavoro, ingrossavano le file di gruppi paramilitari d'estrema destra, soprattutto a Berlino. Il trattato fu cruciale per consolidare il potere nella Repubblica di Weimar, consentendo al governo di Ebert di resistere alle pressioni rivoluzionarie interne e stabilire un certo grado di stabilità. Tuttavia, questa alleanza con i militari fu anche criticata per aver consentito alle forze conservatrici e antidemocratiche di mantenere un’influenza significativa nella politica tedesca, portando all’indebolimento della Repubblica di Weimar e al suo eventuale collasso con l’ascesa del nazismo.